# Dangerous Woman
Albums de Ariana Grande
Christmas & Chill
(2015) Sweetener
(2018)
Singles
1. Dangerous Woman
Sortie : 11 mars 2016
2. Into You
Sortie : 6 mai 2016
3. Side to Side
Sortie : 18 août 2016
4. Everyday
Sortie : 10 janvier 2017

Dangerous Woman est le troisième album studio de la chanteuse américaine Ariana Grande. Sorti le 20 mai 2016 sous le label Republic Records, il fait suite à son précédent opus, My Everything, sorti en 2014, et comprend diverses collaborations avec Nicki Minaj, Lil Wayne, Macy Gray, ainsi que Future. Focus, single originel issu de l’opus, sort le 30 octobre 2015 avant d’être finalement remplacé par la chanson-titre. De ce fait, Focus est évincé de chaque édition de l’album, sauf sur celle qui paraît au Japon, où le morceau apparaît en tant que piste bonus. Focus reçoit la cinquième place au Billboard Hot 100. L'album reçoit la note parfaite (100/100) au Billboard Hot 100, comme ses précédant albums, My Everything et Yours Truly.
Le premier single, Dangerous Woman, sort le 11 mars 2016. Il est suivi par le single Into You, qui paraît le 6 mai 2016. Musicalement, l’album incorpore plusieurs influences pop et R&B, tout en contenant des notes house et dance-pop, ainsi que des crochets bien définis. Lyriquement, les textes englobent plusieurs thèmes comme celui de l’amour et des relations destructrices, tout en étant axé sur un contenu plus mature que celui qu’on trouvait dans ses deux précédents albums. Ariana Grande est désignée comme étant productrice déléguée au projet, en plus d’avoir travaillé avec des auteurs-compositeurs et producteurs tels que Max Martin, afin de trouver la sonorité désirée.
L’album reçoit généralement des bons avis de la part des critiques musicales, ceux-ci saluant l’habileté d'Ariana Grande à découvrir de nouvelles mélodies. Dès sa parution, il atteint la première position des hit-parades de l’Australie, de la Corée du Sud, de l’Irlande, de l’Italie, de la Nouvelle-Zélande, des Pays-Bas, du Royaume-Uni, ainsi que de Taïwan et se positionne dans le top dix dans beaucoup d’autres pays. Deux singles promotionnels, Be Alright et Let Me Love You, sont dévoilés avant la parution de l’opus.

## Développement
Les premières sessions d’enregistrement pour l’opus furent assistées par le producteur américain Tommy Brown ainsi que par la compositrice américaine Victoria Monet et eurent lieu peu de temps après la finalisation du deuxième album studio de Grande, My Everything, en 2014. Elles furent ensuite prolongées jusqu’à l’été puis l’automne 2015, forçant ainsi l’artiste à y passer régulièrement du temps durant les pauses qu’elle pouvait s’octroyer entre chaque représentation de sa deuxième tournée mondiale, l’Honeymoon Tour. La chanson Focus, qui devait à l’origine être le single « conducteur » de l’album, sort le 30 octobre 2015 au format numérique. Elle réussit à occuper la septième place du classement américain Billboard Hot 100 et s’écoule à plus de 113 000 exemplaires outre-Atlantique au cours de sa première semaine d’exploitation. Le 26 janvier 2016, le single est certifié disque de platine, combinant ainsi les ventes physiques et les pourcentages d’écoute en ligne pour un équivalent d’un million d’unités. Le 22 janvier 2016, Grande termine définitivement l’enregistrement et la conception de l’opus.
En mai 2015, elle commence à dévoiler les paroles de l’une des chansons de son troisième album sur Twitter. Le titre provisoire du projet est alors Moonlight. Toutefois, lors de son apparition dans l’émission télévisée Jimmy Kimmel Live! en janvier 2016, la chanteuse révèle que cette idée est encore incertaine et qu’elle pourrait renommer son projet en se basant sur un tout autre morceau. Le 22 février 2016, elle annonce par le biais de ses comptes Snapchat et Twitter qu’elle prend la décision de le baptiser ultimement Dangerous Woman et de placer Moonlight en tant que piste d’introduction à l’album. Le jour suivant, elle poste une photo sur Instagram et y incorpore une description citant un passage de l’ouvrage Woman at Point Zero (en) (1975) de l’écrivaine féministe égyptienne Nawal el Saadawi : « Ils me dirent, 'tu es une femme sauvage et dangereuse'. Je ne fais que répéter la vérité. Et la vérité est sauvage et dangereuse ». Grande déclare que le changement de titre a été opéré pour la simple et bonne raison qu’elle se voyait évoluer socialement en une personne plus forte et qu’elle avait pour objectif d’autonomiser ses fans. À ce propos, elle affirme : « Moonlight est une chanson et un titre magnifique à la fois. C’est aussi très romantique et ça lie certainement bien mes anciennes et nouvelles inspirations musicales, mais Dangerous Woman est beaucoup plus symbolique. Pour moi, une femme « dangereuse » est une personne qui n’a pas peur de se prononcer, d’être elle-même et d’être honnête ».

## Promotion
En février 2016, Ariana lance un site internet au nom de l'album sur lequel elle révèle des informations sur sa sortie. Quelques jours après elle a annoncé qu'elle sera la présentatrice en mars d'un épisode de l'émission à sketchs Saturday Night Live au cours duquel elle interprétera les chansons Dangerous Woman et Be Alright, issues de l'album, pour la première fois en live. Le 11 mars 2016, elle annonce le lancement des pré-commandes pour l'album dont la sortie est prévue pour le 20 mai 2016.
En avril 2016, Grande interprète pour la première fois Leave Me Lonely en direct dans le cadre de l’inauguration du T-Mobile Arena de Las Vegas, avant d’apparaître sur la scène des MTV Movie Awards pour y chanter Dangerous Woman. Le 13 mai 2016, Grande annonce par le biais de son compte Instagram qu’une chanson inédite sera dévoilée exclusivement sur Apple Music chaque jour jusqu’à la sortie de l’album. De plus, elle promut l’opus grâce à des prestations télévisées, notamment au cours de cérémonies telles que les Billboard Music Awards, mais aussi d’émissions comme le Jimmy Kimmel Live! et Good Morning America. Le 25 mai 2016, elle chante Into You et improvise un duo avec Christina Aguilera sur Dangerous Woman pendant la finale de la dixième saison de The Voice.

## Accueil critique
Pour Metacritic, qui attribue habituellement une moyenne pondérée sur cent à partir de notes et commentaires issus de critiques grand public, Dangerous Woman reçoit une moyenne de soixante dix-sept basée sur douze avis, en plus de l’indication « critiques généralement favorables ». Nolan Feeney d’Entertainment Weekly est d’avis que Dangerous Woman « bénéficie d’une équipe de production de choc, composée principalement de noms populaires comme Max Martin, et entremêle une rangée incroyable de genres musicaux tels que la pop, le R&B, le reggae et la house—le tout sans se disperser ou se plier aux tendances », en parallèle avec le précédent album de Grande, My Everything, qui a « intensément souffert d’avoir essayé tant bien que mal d’incarner ce tout-en-un ». Lewis Corner de Digital Spy remarque « quelques faux pas lors de la première écoute », tout en commentant qu’« Ariana a finalement rassemblé ici une collection cohérente de morceaux qui réussissent à capter notre attention le temps de l’écoute et de manière impressionnante », suppléant que la chanteuse « a efficacement exploité sa capacité à menacer trois fois plus en unissant son chic pour les ballades séduisantes, les hymnes pop entêtants et son faible pour le R&B des années 1990, de sorte à former un troisième album de toute-puissance ». Mikael Wood du Los Angeles Times qualifie de « surprenante » la façon dont « Grande hante pleinement l’environnement affectif de chaque chanson ». Il continue en déclarant qu’elle se montre également « très adroite quant à sa propre adaptation sur différents styles » musicaux, « que ce soit du reggae (Side to Side), de la dance-pop des années 1990 (Be Alright) ou encore cette fusion bizarre entre une guitare de feu de camp et des percussions trap (Sometimes) ».
Maeve McDermott de l’USA Today précise que « comme son titre l’indique », Dangerous Woman est « un portrait mature d’une artiste dotée de l’une des voix les plus puissantes de l’univers de la musique pop et débordant de tubes potentiels ». Dans sa critique pour le Milwaukee Journal Sentinel, Erik Ernst considère qu’« afin de tracer son propre chemin vers les plus hauts sommets, cet album représente un choix à la fois inattendu et remarquable pour une vedette confiante de la scène pop, un peu comme une grande partie du disque ». Annie Zaleski de l’A.V. Club stipule que l’album « possède plus de personnalité que My Everything » et en conclut que « Dangerous Woman est un peu comme une cabriole facile à travers laquelle Grande s’impose en tant que chanteuse et interprète ». Larry Bartleet de NME rédige qu’indépendamment de l’« influence des compositions musicales cohérentes qui placent cet album bien au-delà des récents efforts déployés par d’autres camarades de Grande, telles que Demi Lovato et Selena Gomez », le « message pimpant d’autonomisation diffusé ici se veut honnête, surtout après une tentative médiocre dévoilée l’an passé et qui la positionnait à l’encontre de la description que les médias lui donnait, soit l’ex de Big Sean : “je n’appartiens à personne sauf à moi-même” ». En outre, il qualifie la chanson I Don't Care d’« authentiquement satisfaisante », en grande partie car elle reflète directement ce message et notamment car Grande y interprète les lignes : « Avant, je laissais certaines personnes dicter ma vie / Mais si je ne peux pas être moi-même, alors quel est l’intérêt ? ».
Michael Cragg de l’Observer constate que Grande a hélas « perdu toute trace d’identité » au cours du processus d’évolution faisant suite à son précédent album, qui a pourtant été « un véritable succès commercial ». En comparaison, Cragg signale que Dangerous Woman est un « perfectionnement en termes de musique ». D’après Troy L. Smith du Plain Dealer de Cleveland, l’opus « joue sur la pleine sécurité et l’élégance », expliquant qu’il « fonctionne comme un My Everything 2.0 – soit une collection de crochets au ton juste et d’une production lisse bâtie dans le moule d’une certaine Mariah Carey ». Plus réservé, Christopher R. Weingarten de Rolling Stone juge que les titres de l’opus « mettent en évidence les singles d’une artiste qui est capable de pratiquement tout. Mais en tant que principale intéressée, elle est sujette à une sonorité schizophrène et à un séquençage infortuné », ajoutant qu’« on est encore loin de savoir qui elle souhaite réellement devenir ». Le journaliste termine en déclarant que « ses multiples talents sont gaspillés à travers des paroles à consonance significatives mais finalement banales. Cependant, son phrasé reste unique, puissant et pyrotechnique ». Tom Barnes de Mic résume sa critique en affirmant qu’« à chaque écoute, il est de plus en plus difficile de décerner ce personnage de Dangerous Woman à travers lequel Grande souhaite se métamorphoser et il est encore plus compliqué de trouver une étiquette qui puisse banaliser son talent ». Stephen Thomas Erlewine d’AllMusic insiste sur le fait que « piste après piste, on remarque que Dangerous Woman possède des distinctions narquoises et subtiles - ainsi, une toute petite flamme peut céder sa place à un son urbain assez lourd qui évoluera lui-même en une sonorité pop en apparence mousseuse », argumentant « bien que certaines chansons marchent mieux que d’autres, l’éventail de choix est bluffant, tout comme la performance vocale parfaitement mesurée et assurée de Grande ». Chuck Campbell du Knoxville News Sentinel octroie une note de quatre étoiles sur cinq à l’album.

## Performance commerciale
Dangerous Woman débute à la seconde place du classement américain Billboard 200, avec plus de 175 000 unités d’albums équivalentes comptabilisées (dont 129 000 exemplaires en termes de ventes dites « pures »).
Au Royaume-Uni, c’est instantanément au premier rang du hit-parade national que l’album est rétrogradé, faisant de lui le tout premier opus de Grande à être numéro un de ce classement. Au Japon, il fait son entrée à la deuxième place du classement national des albums, l’Oricon Albums Chart, s’écoulant à plus de 20 811 exemplaires lors de sa première semaine d’exploitation et devenant ainsi l’opus de Grande le mieux classé dans ce pays. De plus, il entre à la première place de nombreux hit-parades mondiaux, dont notamment celui de l’Australie, de l’Irlande, de l’Italie, de la Nouvelle-Zélande, des Pays-Bas et de Taïwan.

## Singles
Le single de lancement originel, intitulé Focus, sort le 30 octobre 2015. Bien qu’il devait faire office de premier extrait, il ne sera finalement pas présent sur l’édition régulière de Dangerous Woman mais apparaîtra plutôt que sur l'édition japonaise, en tant que titre bonus.
Le premier single officiel de l’album et sa chanson-titre, Dangerous Woman, sort le 11 mars 2016, en même temps que la précommande de l’opus sur l’iTunes Store. Ce single est classé troisième place au Billboard Hot 100. Il est intitulé Dangerous Woman, comme l'album. Un extrait du morceau est dévoilé au cours du défilé Victoria's Secret Swim Special le 9 mars 2016. Il devient la septième chanson de Grande à se hisser jusqu’au top 10 du classement américain Billboard Hot 100, ainsi que sa cinquième à débuter dans cette partie du hit-parade.
Le deuxième single, Into You, sort le 6 mai 2016. Il obtient la deuxième place au classement du Billboard Hot 100.
Quant au troisième single, il sort le 18 août 2016. Il s'agit de Side to Side en duo avec la rappeuse américaine Nicki Minaj.
Le clip est dévoilé le 28 août en avant-première sur le site de la marque Guess. Il occupe la première place au Billboard Hot 100 pendant 3 mois.
Son quatrième single est donc Everyday, publiée en février 2017. Ce single reçoit également la première place au Billboard Hot 100.

### Singles promotionnels
Le premier single promotionnel, Be Alright, est sorti le 18 mars 2016, soit une semaine après Dangerous Woman. Il fut suivi par la chanson Let Me Love You, en duo avec Lil Wayne, le 18 avril 2016.

## Liste des titres
| Dangerous Woman – Édition régulière améliorée | Dangerous Woman – Édition régulière améliorée | Dangerous Woman – Édition régulière améliorée                                 | Dangerous Woman – Édition régulière améliorée | Dangerous Woman – Édition régulière améliorée | Dangerous Woman – Édition régulière améliorée | Dangerous Woman – Édition régulière améliorée | Dangerous Woman – Édition régulière améliorée | Dangerous Woman – Édition régulière améliorée | Dangerous Woman – Édition régulière améliorée |
| No                                            | Titre                                         | Auteur                                                                        | Producteur(s)                                 | Durée                                         |                                               |                                               |                                               |                                               |                                               |
| --------------------------------------------- | --------------------------------------------- | ----------------------------------------------------------------------------- | --------------------------------------------- | --------------------------------------------- | --------------------------------------------- | --------------------------------------------- | --------------------------------------------- | --------------------------------------------- | --------------------------------------------- |
| 1.                                            | Moonlight                                     | Ariana Grande, Tommy Brown, Victoria McCants, Peter Lee Johnson               | TB Hits                                       | 3:22                                          |                                               |                                               |                                               |                                               |                                               |
| 2.                                            | Dangerous Woman                               | Johan Carlsson, Ross Golan, Max Martin                                        | Martin, Carlsson                              | 3:56                                          |                                               |                                               |                                               |                                               |                                               |
| 3.                                            | Be Alright                                    | Grande, Brown, McCants, Khaled Rohaim, Nick Audino, Lewis Hughes, Willie Tafa | Twice as Nice, TB Hits                        | 2:57                                          |                                               |                                               |                                               |                                               |                                               |
| 4.                                            | Into You                                      | Grande, Martin, Savan Kotecha, Alexander Kronlund, Ilya Salmanzadeh           | Martin, Salmanzadeh                           | 4:04                                          |                                               |                                               |                                               |                                               |                                               |
| 5.                                            | Side to Side (en duo avec Nicki Minaj)        | Grande, Salmanzadeh, Martin, Onika Maraj, Kronlund, Kotecha                   | Martin, Salmanzadeh                           | 3:46                                          |                                               |                                               |                                               |                                               |                                               |
| 6.                                            | Let Me Love You (en duo avec Lil Wayne)       | Grande, Brown, McCants, Steven Franks, Dwayne Carter                          | TB Hits, Mr. Franks                           | 3:43                                          |                                               |                                               |                                               |                                               |                                               |
| 7.                                            | Greedy                                        | Martin, Kotecha, Kronlund, Salmanzadeh                                        | Martin, Salmanzadeh                           | 3:34                                          |                                               |                                               |                                               |                                               |                                               |
| 8.                                            | Leave Me Lonely (en duo avec Macy Gray)       | Brown, Franks, Thomas Parker Lumpkins, McCants                                | TB Hits, Mr. Franks, Lumpkins                 | 3:49                                          |                                               |                                               |                                               |                                               |                                               |
| 9.                                            | Everyday (en duo avec Future)                 | Grande, Kotecha, Salmanzadeh, Nayvadius Wilburn                               | Salmanzadeh                                   | 3:14                                          |                                               |                                               |                                               |                                               |                                               |
| 10.                                           | Bad Decisions                                 | Grande, Martin, Kotecha, Salmanzadeh                                          | Martin, Salmanzadeh                           | 3:46                                          |                                               |                                               |                                               |                                               |                                               |
| 11.                                           | Thinking Bout You                             | Peter Svensson, Chloe Angelides, Jacob Kasher Hindlin, Mathieu Jomphe Lépine  | Svensson, Billboard                           | 3:20                                          |                                               |                                               |                                               |                                               |                                               |
| 39:31                                         |                                               |                                                                               |                                               |                                               |                                               |                                               |                                               |                                               |                                               |

| Dangerous Woman – Édition régulière nord-américaine ou spéciale | Dangerous Woman – Édition régulière nord-américaine ou spéciale | Dangerous Woman – Édition régulière nord-américaine ou spéciale | Dangerous Woman – Édition régulière nord-américaine ou spéciale | Dangerous Woman – Édition régulière nord-américaine ou spéciale | Dangerous Woman – Édition régulière nord-américaine ou spéciale | Dangerous Woman – Édition régulière nord-américaine ou spéciale | Dangerous Woman – Édition régulière nord-américaine ou spéciale | Dangerous Woman – Édition régulière nord-américaine ou spéciale | Dangerous Woman – Édition régulière nord-américaine ou spéciale |
| No                                                              | Titre                                                           | Auteur                                                          | Producteur(s)                                                   | Durée                                                           |                                                                 |                                                                 |                                                                 |                                                                 |                                                                 |
| --------------------------------------------------------------- | --------------------------------------------------------------- | --------------------------------------------------------------- | --------------------------------------------------------------- | --------------------------------------------------------------- | --------------------------------------------------------------- | --------------------------------------------------------------- | --------------------------------------------------------------- | --------------------------------------------------------------- | --------------------------------------------------------------- |
| 10.                                                             | Sometimes                                                       | Martin, Kotecha, Salmanzadeh, Svensson                          | Martin, Salmanzadeh                                             | 3:46                                                            |                                                                 |                                                                 |                                                                 |                                                                 |                                                                 |
| 11.                                                             | I Don't Care                                                    | Grande, Travis Sayles, Franks, Brown, Michael Foster, McCants   | TB Hits, Mr. Franks, Travesty                                   | 2:58                                                            |                                                                 |                                                                 |                                                                 |                                                                 |                                                                 |
| 12.                                                             | Bad Decisions                                                   | Grande, Martin, Kotecha, Salmanzadeh                            | Martin, Salmanzadeh                                             | 3:46                                                            |                                                                 |                                                                 |                                                                 |                                                                 |                                                                 |
| 13.                                                             | Touch It                                                        | Martin, Kotecha, Svensson, Ali Payami                           | Martin, Payami                                                  | 4:20                                                            |                                                                 |                                                                 |                                                                 |                                                                 |                                                                 |
| 14.                                                             | Knew Better / Forever Boy                                       | Grande, Franks, McCants, Foster, Ryan Matthew Tedder, Brown     | TB Hits, Mr. Franks, Tedder                                     | 4:59                                                            |                                                                 |                                                                 |                                                                 |                                                                 |                                                                 |
| 15.                                                             | Thinking Bout You                                               | Svensson, Angelides, Hindlin, Lépine                            | Svensson, Billboard                                             | 3:20                                                            |                                                                 |                                                                 |                                                                 |                                                                 |                                                                 |
| 55:34                                                           |                                                                 |                                                                 |                                                                 |                                                                 |                                                                 |                                                                 |                                                                 |                                                                 |                                                                 |

| Dangerous Woman – Édition japonaise (piste bonus) | Dangerous Woman – Édition japonaise (piste bonus) | Dangerous Woman – Édition japonaise (piste bonus) | Dangerous Woman – Édition japonaise (piste bonus) | Dangerous Woman – Édition japonaise (piste bonus) | Dangerous Woman – Édition japonaise (piste bonus) | Dangerous Woman – Édition japonaise (piste bonus) | Dangerous Woman – Édition japonaise (piste bonus) | Dangerous Woman – Édition japonaise (piste bonus) | Dangerous Woman – Édition japonaise (piste bonus) |
| No                                                | Titre                                             | Auteur                                            | Producteur(s)                                     | Durée                                             |                                                   |                                                   |                                                   |                                                   |                                                   |
| ------------------------------------------------- | ------------------------------------------------- | ------------------------------------------------- | ------------------------------------------------- | ------------------------------------------------- | ------------------------------------------------- | ------------------------------------------------- | ------------------------------------------------- | ------------------------------------------------- | ------------------------------------------------- |
| 16.                                               | Focus                                             | Grande, Kotecha, Svensson, Ilya                   | Ilya, Martin                                      | 3:31                                              |                                                   |                                                   |                                                   |                                                   |                                                   |
| 59:05                                             |                                                   |                                                   |                                                   |                                                   |                                                   |                                                   |                                                   |                                                   |                                                   |

| Dangerous Woman – Édition vendue dans les magasins Target (pistes bonus) | Dangerous Woman – Édition vendue dans les magasins Target (pistes bonus) | Dangerous Woman – Édition vendue dans les magasins Target (pistes bonus)    | Dangerous Woman – Édition vendue dans les magasins Target (pistes bonus) | Dangerous Woman – Édition vendue dans les magasins Target (pistes bonus) | Dangerous Woman – Édition vendue dans les magasins Target (pistes bonus) | Dangerous Woman – Édition vendue dans les magasins Target (pistes bonus) | Dangerous Woman – Édition vendue dans les magasins Target (pistes bonus) | Dangerous Woman – Édition vendue dans les magasins Target (pistes bonus) | Dangerous Woman – Édition vendue dans les magasins Target (pistes bonus) |
| No                                                                       | Titre                                                                    | Auteur                                                                      | Producteur(s)                                                            | Durée                                                                    |                                                                          |                                                                          |                                                                          |                                                                          |                                                                          |
| ------------------------------------------------------------------------ | ------------------------------------------------------------------------ | --------------------------------------------------------------------------- | ------------------------------------------------------------------------ | ------------------------------------------------------------------------ | ------------------------------------------------------------------------ | ------------------------------------------------------------------------ | ------------------------------------------------------------------------ | ------------------------------------------------------------------------ | ------------------------------------------------------------------------ |
| 16.                                                                      | Step on Up                                                               | Brown, McCants, Audino, Shane Stevens, Ryan Vojtesak, Hughes, Jamil Chammas | Vojtesak, Twice as Nice, Brown                                           | 3:01                                                                     |                                                                          |                                                                          |                                                                          |                                                                          |                                                                          |
| 17.                                                                      | Jason's Song (Gave It Away)                                              | Grande, Jason Robert Brown                                                  | Jason Robert Brown, Jeffrey Lesser                                       | 4:25                                                                     |                                                                          |                                                                          |                                                                          |                                                                          |                                                                          |
| 63:00                                                                    |                                                                          |                                                                             |                                                                          |                                                                          |                                                                          |                                                                          |                                                                          |                                                                          |                                                                          |

| Dangerous Woman – Édition Special Price (pistes bonus) | Dangerous Woman – Édition Special Price (pistes bonus) | Dangerous Woman – Édition Special Price (pistes bonus)     | Dangerous Woman – Édition Special Price (pistes bonus) | Dangerous Woman – Édition Special Price (pistes bonus) | Dangerous Woman – Édition Special Price (pistes bonus) | Dangerous Woman – Édition Special Price (pistes bonus) | Dangerous Woman – Édition Special Price (pistes bonus) | Dangerous Woman – Édition Special Price (pistes bonus) | Dangerous Woman – Édition Special Price (pistes bonus) |
| No                                                     | Titre                                                  | Auteur                                                     | Producteur(s)                                          | Durée                                                  |                                                        |                                                        |                                                        |                                                        |                                                        |
| ------------------------------------------------------ | ------------------------------------------------------ | ---------------------------------------------------------- | ------------------------------------------------------ | ------------------------------------------------------ | ------------------------------------------------------ | ------------------------------------------------------ | ------------------------------------------------------ | ------------------------------------------------------ | ------------------------------------------------------ |
| 16.                                                    | Step on Up                                             | Brown, McCants, Audino, Stevens, Vojtesak, Hughes, Chammas | Vojtesak, Twice as Nice, Brown                         | 3:01                                                   |                                                        |                                                        |                                                        |                                                        |                                                        |
| 17.                                                    | Jason's Song (Gave It Away)                            | Grande, Brown                                              | Brown, Lesser                                          | 4:25                                                   |                                                        |                                                        |                                                        |                                                        |                                                        |
| 18.                                                    | Focus                                                  | Grande, Kotecha, Svensson, Ilya                            | Ilya, Martin                                           | 3:31                                                   |                                                        |                                                        |                                                        |                                                        |                                                        |
| 66:31                                                  |                                                        |                                                            |                                                        |                                                        |                                                        |                                                        |                                                        |                                                        |                                                        |

| Dangerous Woman – Édition spéciale japonaise (DVD bonus) | Dangerous Woman – Édition spéciale japonaise (DVD bonus) | Dangerous Woman – Édition spéciale japonaise (DVD bonus) | Dangerous Woman – Édition spéciale japonaise (DVD bonus) | Dangerous Woman – Édition spéciale japonaise (DVD bonus) | Dangerous Woman – Édition spéciale japonaise (DVD bonus) | Dangerous Woman – Édition spéciale japonaise (DVD bonus) | Dangerous Woman – Édition spéciale japonaise (DVD bonus) | Dangerous Woman – Édition spéciale japonaise (DVD bonus) | Dangerous Woman – Édition spéciale japonaise (DVD bonus) |
| No                                                       | Titre                                                    | Réalisateur(s)                                           | Durée                                                    |                                                          |                                                          |                                                          |                                                          |                                                          |                                                          |
| -------------------------------------------------------- | -------------------------------------------------------- | -------------------------------------------------------- | -------------------------------------------------------- | -------------------------------------------------------- | -------------------------------------------------------- | -------------------------------------------------------- | -------------------------------------------------------- | -------------------------------------------------------- | -------------------------------------------------------- |
| 1.                                                       | Dangerous Woman (Visual 1)                               | The Young Astronauts                                     | 3:56                                                     |                                                          |                                                          |                                                          |                                                          |                                                          |                                                          |
| 2.                                                       | Dangerous Woman (A Capella)                              |                                                          | 3:58                                                     |                                                          |                                                          |                                                          |                                                          |                                                          |                                                          |
| 3.                                                       | Focus (vidéoclip)                                        | Hannah Lux Davis                                         | 3:45                                                     |                                                          |                                                          |                                                          |                                                          |                                                          |                                                          |
| 4.                                                       | Focus (clip lyrique)                                     |                                                          | 3:35                                                     |                                                          |                                                          |                                                          |                                                          |                                                          |                                                          |
| 13:94                                                    |                                                          |                                                          |                                                          |                                                          |                                                          |                                                          |                                                          |                                                          |                                                          |

## Crédits
Les données sont issues du livret de Dangerous Woman.
Crédits vocaux
- Ariana Grande – chanteuse, choriste
- Macy Gray – collaboratrice, choriste
- Future – collaborateur, choriste
- Lil Wayne – collaborateur
- Nicki Minaj – collaboratrice
- Max Martin – choriste
- Ilya Salmanzadeh – choriste, choriste (supplémentaire)
- Savan Kotecha – choriste, choriste (supplémentaire)
- Johan Carlsson – choriste
- Victoria McCants – choriste
- Chloe Angelides – choriste
- Ross Golan – choriste
- Alexander Kronlund – choriste
- Joi Gilliam – choriste
- Taura Stinson – choriste
- Chonita Gillespie – choriste
- Tommy Parker – choriste
- Daye Jack – choriste
- Sam Holland – choriste (supplémentaire)
- Jenny Schwartz – choriste (supplémentaire)
- Noah « Mailbox » Passovoy – choriste (supplémentaire)
- Silke Lorenzen – choriste (supplémentaire)
- Jeremy Lertola – choriste (supplémentaire)
- Patrick Donovan – choriste (supplémentaire)

Crédits techniques (hors compositeurs et producteurs cités dans les crédits de la liste des titres plus haut)
- Victoria McCants – compositrice, productrice vocale
- Tommy Brown – compositeur, producteur, programmeur, ingénieur, claviériste, percussionniste, bassiste, batteur, producteur vocal
- Serban Ghenea – mixeur
- Tom Coyne – masteriseur
- Aya Merrill – masteriseure
- Peter Lee Johnson – compositeur, instrumentiste à cordes
- Christopher Truio – ingénieur
- Nicholas Audino – ingénieur, compositeur, programmeur, claviériste, bassiste, percussionniste, batteur
- John Hanes – ingénieur du mixage
- Steven Franks – guitariste, compositeur, programmeur, percussionniste, batteur, producteur, claviériste
- Dernst Emile II – bassiste
- Johan Carlsson – compositeur, producteur, producteur vocal, guitariste, guitariste acoustique, pianiste, claviériste, tambourineur, programmeur
- Max Martin – compositeur, producteur, producteur vocal, programmeur, claviériste, guitariste, bassiste, percussionniste, programmeur (supplémentaire), claviériste (supplémentaire)
- Peter Karlsson – ingénieur, ingénieur vocal, enregistreur vocal, producteur vocal
- Sam Holland – ingénieur
- Cory Brice – ingénieur
- Khaled Rohaim – compositeur, programmeur, claviériste, bassiste, percussionniste
- Savan Kotecha – compositeur, enregistreur vocal
- Ilya Salmanzadeh – compositeur, producteur, programmeur, claviériste, guitariste, bassiste, percussionniste, producteur vocal, programmeur (supplémentaire), claviériste (supplémentaire)
- Aubry « Big Juice » Delaine – enregistreur
- Joel Metzler – ingénieur
- Jordon Silva – ingénieur
- Mattias Bylund – arrangeur des instruments à cordes, instrumentiste à cordes, enregistreur
- Mattias Johansson – violoniste
- David Bukovinszky – violoncelliste
- Jonas Thander – arrangeur des instruments à vent, enregistreur, saxophoniste
- Staffan Findin – tromboniste
- Karl Olandersson – trompettiste
- Stefan Persson – trompettiste
- Thomas Parker Lumpkins – compositeur, producteur, programmeur
- Mr. McClendon – producteur
- Christopher Trujillo – ingénieur
- Jeremy Lertola – guitariste
- Richard Madenfort – compositeur, programmeur, claviériste, guitariste
- Peter Svensson – compositeur, programmeur, claviériste, guitariste, bassiste, percussionniste
- Travis Sayles – compositeur, producteur, programmeur, claviériste, bassiste
- Ryan Matthew Tedder – compositeur, programmeur, claviériste, bassiste
- The Magi – producteur
- Loren Mann II – batteur (supplémentaire)
- Josh Connelly – guitariste
- Ali Payami – compositeur, producteur, programmeur, claviériste, guitariste, bassiste, percussionniste
- Mike Foster – compositeur
- Billboard – producteur, programmeur, claviériste, bassiste, percussionniste

Crédits liés à la direction et à la création
- Wendy Goldstein – A&R
- Scott « Scooter » Braun – A&R
- Maya Drexler – coordinatrice A&R
- Ariana Grande – productrice déléguée
- Max Martin – producteur délégué
- Savan Kotecha – producteur délégué
- Rick Marty – intermédiaire au talent
- Jen Merlino – gestionnaire
- Stephanie Simon – gestionnaire
- Ken Hertz - représentant légal
- Donna Gryn – gestionnaire commercial
- Jim Roppo – gestionnaire commercial
- Matt Barnes – photographe
- The Young Astronauts – photographes, directeurs artistiques

## Classements

### Classement hebdomadaire
| Classement (2016)                                | Meilleure position |
| ------------------------------------------------ | ------------------ |
| Allemagne (Media Control AG)                     | 6                  |
| Australie (ARIA)                                 | 1                  |
| Autriche (Ö3 Austria Top 40)                     | 5                  |
| Belgique (Flandre Ultratop)                      | 2                  |
| Belgique (Wallonie Ultratop)                     | 6                  |
| Canada (Canadian Albums)                         | 2                  |
| Corée du Sud (South Korean Albums)               | 21                 |
| Corée du Sud (South Korean Albums International) | 1                  |
| Danemark (Tracklisten)                           | 6                  |
| Écosse (OCC)                                     | 3                  |
| Espagne (Promusicae)                             | 1                  |
| États-Unis (Billboard 200)                       | 2                  |
| Finlande (Suomen virallinen lista)               | 11                 |
| France (SNEP)                                    | 8                  |
| Irlande (IRMA)                                   | 1                  |
| Italie (FIMI)                                    | 1                  |
| Japon (Oricon)                                   | 2                  |
| Norvège (VG-lista)                               | 6                  |
| Nouvelle-Zélande (RIANZ)                         | 1                  |
| Pays-Bas (Mega Album Top 100)                    | 1                  |
| Pologne (ZPAV)                                   | 8                  |
| Portugal (AFP)                                   | 4                  |
| Tchéquie (IFPI)                                  | 10                 |
| Royaume-Uni (UK Albums Chart)                    | 1                  |
| Suède (Sverigetopplistan)                        | 6                  |
| Suisse (Schweizer Hitparade)                     | 3                  |
| Taïwan (Five Music)                              | 1                  |

### Classements de fin d'année
| Classement (2016)                        | Position |
| ---------------------------------------- | -------- |
| Australie Albums (ARIA)                  | 53       |
| Belgique Albums (Ultratop Flanders)      | 75       |
| Belgique Albums (Ultratop Wallonia)      | 122      |
| Canada Albums (Billboard)                | 18       |
| Danemark Albums (Hitlisten)              | 24       |
| Pays-Bas Albums (MegaCharts)             | 29       |
| Pays-Bas CombiAlbum Chart (MegaCharts)   | 34       |
| France Albums (SNEP)                     | 100      |
| Italie Albums (FIMI)                     | 49       |
| Japon Albums (Billboard Japan)           | 41       |
| Japon Albums (Oricon)                    | 49       |
| Mexique Albums (AMPROFON)                | 31       |
| Nouvelle-Zélande Albums (RMNZ)           | 43       |
| Espagne Albums (PROMUSICAE)              | 56       |
| Corée du Sud Albums International (Gaon) | 57       |
| Suède Albums (Sverigetopplistan)         | 24       |
| Royaume-Uni Albums (OCC)                 | 62       |
| États-Unis Billboard 200                 | 26       |

| Classement (2017)                        | Position |
| ---------------------------------------- | -------- |
| Australie Albums (ARIA)                  | 67       |
| Canada Albums (Billboard)                | 26       |
| Danemark Albums (Hitlisten)              | 46       |
| Pays-Bas CombiAlbum Chart (MegaCharts)   | 55       |
| France Albums (SNEP)                     | 176      |
| Japon Albums (Billboard Japan)           | 79       |
| Mexique Albums (AMPROFON)                | 57       |
| Nouvelle-Zélande Albums (RMNZ)           | 31       |
| Corée du Sud Albums International (Gaon) | 99       |
| Suède Albums (Sverigetopplistan)         | 45       |
| Royaume-Uni Albums (OCC)                 | 66       |
| États-Unis Billboard 200                 | 38       |

| Classement (2018)                      | Position |
| -------------------------------------- | -------- |
| Australie Albums (ARIA)                | 89       |
| Pays-Bas CombiAlbum Chart (MegaCharts) | 98       |
| Royaume-Uni Albums (OCC)               | 100      |
| États-Unis Billboard 200               | 162      |

| Classement (2019)            | Position |
| ---------------------------- | -------- |
| États-Unis Billboard 200     | 192      |
| États-Unis Rolling Stone 200 | 161      |

### Classement de fin de décennie
| Classement (2010–2019)   | Position |
| ------------------------ | -------- |
| États-Unis Billboard 200 | 122      |

### Classements de tous les temps
| Classement                           | Position |
| ------------------------------------ | -------- |
| Australie (ARIA)                     | 986      |
| Belgique (Ultratop Flanders)         | 694      |
| Belgique (Ultratop Wallonia)         | 1608     |
| Pays-Bas Albums (Album Top 100)      | 950      |
| Nouvelle-Zélande (Recorded Music NZ) | 296      |
| Suède Albums (Sverigetopplistan)     | 91       |

## Certifications
| Pays              | Certification | Unités certifiées |
| ----------------- | ------------- | ----------------- |
| États-Unis (RIAA) | 2 × Platine   | 2 000 000         |
| France (SNEP)     | Platine       | 100 000           |

## Historique de sortie
| Pays         | Date        | Édition(s)             | Format(s)                       | Label(s)                       |
| ------------ | ----------- | ---------------------- | ------------------------------- | ------------------------------ |
| Monde entier | 20 mai 2016 | - Régulière - spéciale | - CD - téléchargement numérique | - Republic Records - Universal |